# ولاية الرها
وِلَايَةُ الرُّهَا (بالكردية: پارێزگای ڕها؛ بالتركية: شانلی اورفه ولایت/Şanlıurfa ili) ولاية في جنوب شرق تركيا، عاصمتها مدينة الرها. بلغ عدد سكانها 2،035،809 نسمة لعام 2018، الأغلبية كردية مع أقلية عربية ، ومعدل الكثافة السكانية 110/كم² من إجمالي المساحة 19،091 كم². تقع في جنوب شرق الأناضول على الحدود مع سورية.

## أقضيتها
تنقسم ولاية الرها إلى 13 قضاء:
- قضاء الرها الذي قُسم سنة 2014 إلى ثلاثة: 
  - الأيوبية  [لغات أخرى]‏
  - الخليلية  [لغات أخرى]‏
  - قرة كبرة  [لغات أخرى]‏
- أقجة قلعة
- البيرة
- بوزاوة  [لغات أخرى]‏
- رأس العين
- حلفتي
- حَرَّان
- حلوان، تركيا  [لغات أخرى]‏
- حصن الران
- سَرُوج
- ويران شهر

## جغرافية المكان
تبلغ مساحة المحافظة 18،584 كم 2 (7،173 ميل مربع)، وتعتبر بذلك أكبر ولاية في جنوب شرق الأناضول مع:
أديامان إلى الشمال. و سوريا إلى الجنوب، وماردين وديار بكر شرقًا، وغازي عنتاب إلى الغرب.
تضم الرها العديد من المكونات الرئيسية لمشروع جنوب شرق الأناضول (باللغة التركية: Güneydogu Anadolu Projesi (GAP)) والذي يهدف إلى:
استغلال إمكانات الطاقة المائية المتاحة في نهري دجلة والفرات؛
التوسع الكبير في الري والزراعة؛ و
تطوير اقتصاد المنطقة.
كما تضمن هذا المشروع التنموي الواسع النطاق، الذي ترعاه الدولة، بناء السدود وإعادة التوجيه والاستفادة من الطاقة الكهرومائية واستخدامات أخرى للأنهار في هذه المنطقة الواسعة وشبه القاحلة. بعد ذلك تتدفق الأنهار إلى سوريا والعراق. يشمل المشروع 22 سداً وإمدادات المياه لـ1.8 مليون هكتار للمناطق الزراعية.